# Fondaco dei Turchi
Fondaco dei Turchi je palác v Benátkách. Stojí na pobřeží Canal Grande ve čtvrti Santa Croce, v blízkosti se nachází kostel Chiesa di San Marcuola.
Dvoupatrová budova je postavena v gotickém slohu ovlivněném byzantskou architekturou. Augustus Hare ji datoval do devátého století, podle pravděpodobnější verze vznikla v první polovině třináctého století pro Giacoma Palmieriho, poprvé je její existence písemně doložena v závěti Angela z Pesara roku 1309. Roku 1381 se stal palác majetkem Benátské republiky, která jej pronajímala Estenským, Aldobrandiniům i papeži Juliovi II. Pobýval zde také císař Jan VIII. Palaiologos. Od roku 1621 sloužil obchodníkům přicházejícím do Benátek z Osmanské říše k ubytování a uskladnění i prodeji zboží. Tak vznikl název, pocházející z arabského výrazu pro zájezdní hostinec funduk, který dostal v benátštině podobu fontego a v italštině fondaco. Po krétské válce obchod mezi Benátkami a Blízkým východem upadl a budova chátrala, Turci ji však využívali až do roku 1838.  
V roce 1860 budovu zakoupila za 80 000 zlatých benátská městská rada a zaplatila její rekonstrukci, kterou řídil Federico Berchet. Při přestavbě vznikla dvojice nárožních věží i cimbuří nad horním patrem. Bylo zde umístěno muzeum se sbírkami, které městu odkázal Teodoro Correr. V roce 1922 se Correrovo muzeum přestěhovalo na náměstí Svatého Marka a ve Fondaco dei Turchi sídlí od roku 1932 Benátské přírodovědné muzeum. Muzeum představuje především ekosystém Benátského zálivu, jsou v něm k vidění i nálezy, které přivezl Giancarlo Ligabue ze své africké výpravy, např. kostra ouranosaura a sarcosucha. 